# Naemi Eriksson
Naemi Eriksson, född 30 april 1920, död 7 december 2001 var en svensk konstnär verksam på Gotland.

## Biografi
Naemi Eriksson föddes i Visby 1920 men flyttade som sexåring till en gård i Sproge i Silte socken, på södra Gotland. Vid 17 års ålder reste hon till Stockholm och utbildade sig till sjuksköterska på bland annat Sophiahemmet. För att försörja sig målade hon akvareller och skrev dikter. År 1955 gick hon en distriktsköterskeutbildning och fick sedan en tjänst i Lärbro 1956. Hon var en självlärd bildkonstnär med utställningar på Gotland och på fler ställen i Sverige under andra delen av 1900-talet.
Naemi Eriksson är begravd i minneslunden på Norra kyrkogården i Visby.